# Iúlia Sànina
Iúlia Oleksàndrivna Bebko (cognom de naixement, Holovan; ucraïnès: Юлія Олександрівна Бебко (Головань); Kíiv, 11 d'octubre de 1990), coneguda professionalment com a Iúlia Sànina, és una cantant ucraïnesa i la líder de la banda ucraïnesa de rock alternatiu The Hardkiss.

## Biografia
Sànina va néixer en el si d'una família de músics l'11 d'octubre de 1990 a Kíiv. Va actuar per primera vegada a l'escenari quan tenia tres anys; la seva veu anava llavors acompanyat d'un conjunt que dirigia el seu pare. Finalment, va començar a actuar com a vocalista solista, així com a membre d'un grup infantil i una big band de jazz.
El 2005 es va graduar a l'Escola de Música de Jazz. Més tard va ingressar a l'Institut de Filologia de la Universitat de Kíiv i va obtenir el seu màster en estudis de folklore el 2013. Mentre estudiava a la universitat també va créixer el seu interès pel periodisme.
De 2006 a 2008, va ser vocalista de la banda Sister Siren.
El setembre de 2011, Sànina i el productor musical Valeri Bebko van crear un duet pop Val and Sanina, que interpretava cançons en rus. Van gravar un videoclip experimental i diverses cançons, una d'elles «Liubov nastala».
Poc després van canviar la seva posada escènica i van canviar el nom de la seva banda a The Hardkiss. També van començar a escriure cançons en anglès pel seu compte i van fer que el seu so fos més pesat. A la tardor de 2011 van publicar poques cançons noves i van gravar el seu videoclip de debut Babylon. A finals d'octubre de 2011, The Hardkiss van ser els teloners de la banda britànica Hurts. Més endavant aquell any van publicar un altre videoclip, Dance with me, que es va emetre als principals canals de música.

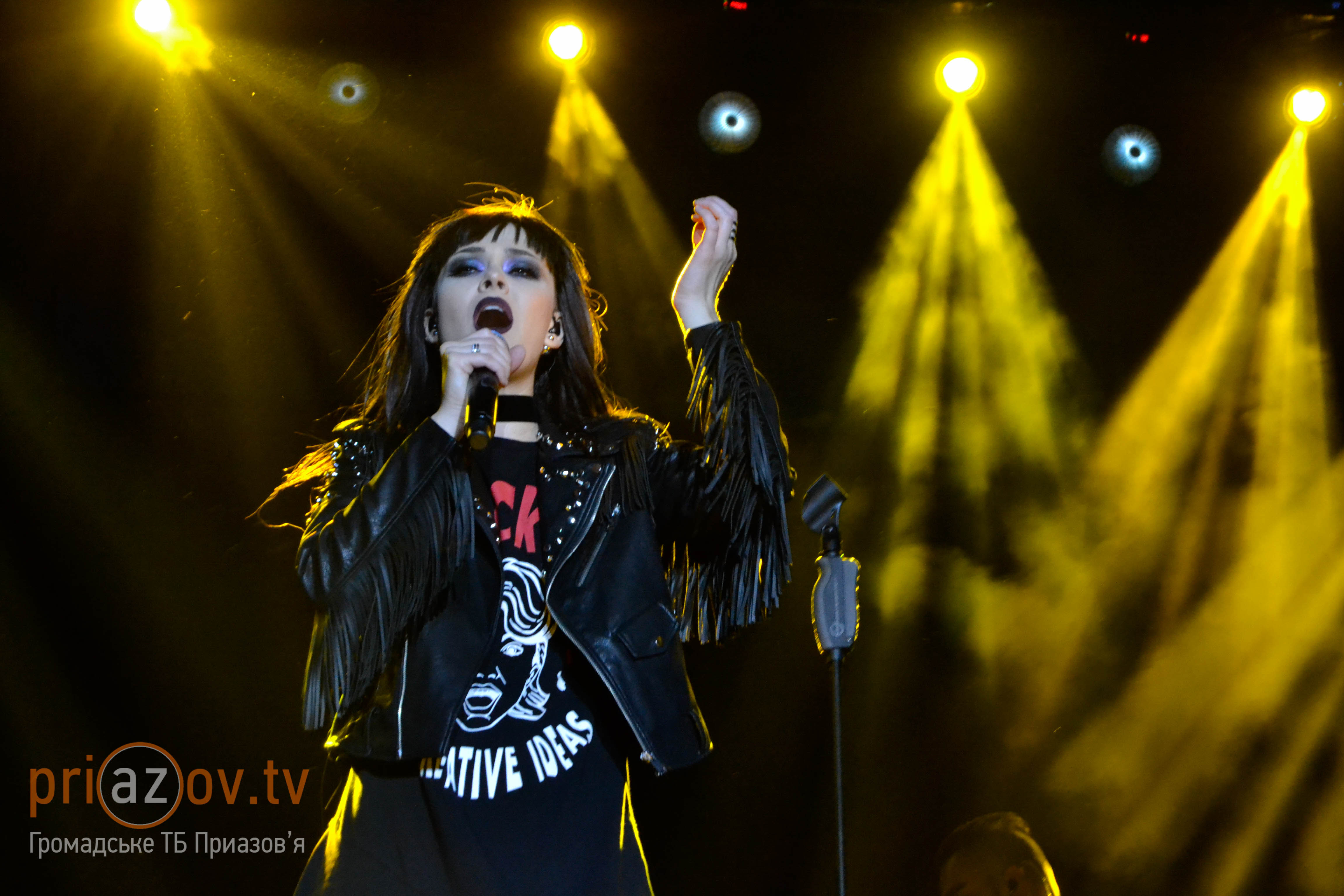
The Hardkiss el 2017 a Mariúpol

El febrer de 2012, van signar un contracte amb el segell Sony BMG. La banda va començar a guanyar popularitat ràpidament i va guanyar diversos premis a Ucraïna, així com a altres països estrangers. El 2014, Sànina va començar a penjar blogs de vídeo sobre la seva vida i la vida de la banda darrere de les escenes al seu canal de YouTube. El 2016, Sànina es va convertir en un dels quatre jutges de la setena temporada del concurs de talents musical Kh-Faktor.
Sànina va ser una de les copresentadores del Festival de la Cançó d'Eurovisió 2023 a Liverpool juntament amb Alesha Dixon i Hannah Waddingham, i també amb Graham Norton en el cas de la final.